# The First Day
Albums par David Sylvian
Ember Glance: The Permanence of Memory
(1991) Damage: Live
(1994)
Albums par Robert Fripp
Kneeling at the Shrine
(1991) The Bridge Between
(1993)
The First Day est le premier album issu de la collaboration entre Robert Fripp et David Sylvian, sorti en 1993. Ce serait la première de plusieurs collaborations entre les deux musiciens, avec le EP de 1993 Darshan (The Road To Graceland), et l'album live Damage parut en 1994. Même avant cette coopération entre David et Robert, ce dernier joua sur plusieurs albums de Sylvian à titre d'invité parmi lesquels, Alchemy: An Index of Possibilities de 1985, Gone to earth en 1986 et plus tard sur Approaching Silence de 1999 ou encore Everything and Nothing en 2000 ainsi que sur Camphor de 2002. 

## Titres
1. God's Monkey (Bottrill, Fripp, Gunn, Sylvian) – 4:58
2. Jean the Birdman (Fripp, Gunn, Sylvian) – 4:09
3. Firepower (Fripp, Gunn, Sylvian) – 10:25
4. Brightness Falls (Fripp, Gunn, Sylvian) – 6:05
5. 20th Century Dreaming (A Shaman's Song) (Fripp, Gunn, Sylvian) – 11:50
6. Darshan (The Road to Graceland) (Bottrill, Fripp, Gunn, Sylvian) – 17:17
7. Bringing Down the Light (Fripp, Sylvian) – 8:31

## Musiciens
- Robert Fripp : guitare, Frippertronics
- David Sylvian : chant, guitare, claviers, bandes sonores
- Trey Gunn : stick, chœurs
- Jerry Marotta : batterie, percussions
- Marc Anderson : percussions
- David Bottrill : traitements, samples de percussions, programmation
- Ingrid Chavez : chœurs